# 6856 Bethemmons
A 6856 Bethemmons (ideiglenes jelöléssel 1989 EM) a Naprendszer kisbolygóövében található aszteroida. Eleanor F. Helin fedezte fel 1989. március 5-én.